# 11207 Black
11207 Black este un asteroid din centura principală de asteroizi.

## Descriere
11207 Black este un asteroid din centura principală de asteroizi. A fost descoperit pe 20 martie 1999 la Socorro, New Mexico, în cadrul proiectului LINEAR. Asteroidul prezintă o orbită caracterizată de o semiaxă mare de 2,37 ua, o excentricitate de 0,07 și o înclinație de 6,8° în raport cu ecliptica.